# Nilton Franco
Nilton Bandeira Franco (Porto Nacional, 5 de maio de 1967), conhecido popularmente como Nilton Franco, é um auditor fiscal e político do estado do Tocantins filiado ao Republicanos, deputado estadual desde 1 de fevereiro de 2015.

## Biografia
Nascido em 1967, na cidade de Porto Nacional, município do interior do estado do Tocantins, Nilton Franco é auditor fiscal da Receita Estadual e ex-prefeito de Pium. Em 2022, declarou ter um patrimônio de R$ 2,7 milhões.
Nilton Franco é deputado estadual na Assembleia Legislativa do Tocantins (Aleto) desde 1 de fevereiro de 2015. Em 2025 exerce o terceiro mandato consecutivo no mesmo cargo, tendo presidido comissões de Segurança Pública, Constituição, Justiça e Redação, Comissão de Finanças, Tributação, e Fiscalização e Controle. Também já assumiu os cargos de segundo-secretário e vice-presidente do parlamento.
Além das funções assumidas como deputado no estado, o político tem atuação no Parlamento do Mercosul e no Parlamento Amazônico, que reúne parlamentares dos nove estados da Amazônia Legal, do qual é vice-presidente.

## Desempenho eleitoral
| Ano  | Eleição               | Cargo             | Partido | Partido      | Coligação                                        | Vices/Titulares   | Votos | Votos  | Votos  | Votos | Resultado | Refs.  |
| Ano  | Eleição               | Cargo             | Partido | Partido      | Coligação                                        | Vices/Titulares   | T.    | Total  | %      | P.    | Resultado | Refs.  |
| ---- | --------------------- | ----------------- | ------- | ------------ | ------------------------------------------------ | ----------------- | ----- | ------ | ------ | ----- | --------- | ------ |
| 2004 | Municipal de Pium     | Prefeito          |         | PSDB         | Unidos pela Mudança (PSDB)                       | Babilônia Vice    | 1º    | 2 273  | 57,25% | 1º    | Eleito    | [ 11 ] |
| 2008 | Municipal de Pium     | Prefeito          |         | PMDB         | -                                                | Manoel Palma Vice | 1º    | 2 226  | 50,93% | 1º    | Eleito    | [ 12 ] |
| 2014 | Estadual do Tocantins | Deputado estadual |         | PMDB         | A Experiência Faz a Mudança 2 (PMDB, PSD)        | -                 | 1º    | 12 817 | 1,69%  | 19º   | Eleito    | [ 13 ] |
| 2018 | Estadual do Tocantins | Deputado estadual |         | MDB          | Renova Tocantins (PSB, PSDB, PR, PODE, MDB, PSC) | -                 | 1º    | 17 637 | 2,36%  | 12º   | Eleito    | [ 14 ] |
| 2022 | Estadual do Tocantins | Deputado estadual |         | Republicanos | -                                                | -                 | 1º    | 21 502 | 2,56%  | 6º    | Eleito    | [ 15 ] |